# پیران (اربیل)
پیران (کردی: پیران، Pîran) یک شهرک در استان اربیل و در کشور عراق است.